# Gimonäs CK
Gimonäs CK, bildad 1934 som cykelklubb (därav namnet), är en sportklubb i Gimonäs i Umeå i Sverige. Klubben har haft flera sektioner och utövat bland annat fotboll, innebandy och handboll. 
I fotboll har klubben spelat i Sveriges näst högsta serie, där man gjorde debut 1962 och senast spelade 1996. Bland tidigare spelare märks Lars Lagerbäck, som i slutet av 1960-talet spelade ytterhalv och några år i början av 1970-talet även arbetade som kanslist för klubben. Även Jens Fjellström, Rolf Svedlert och talangen Anders Öhlund inledde sin karriär i klubben.
Ungdomssektionen bröt sig ur efter flera turbulenta år och bildade Gimonäs UIF år 2002 och därmed gick den stora bidragskällan från kommunen ur klubben. På grund av dålig ekonomi har klubbens fotbollsarena Gimoborg sålts till Umeå kommun som låtit bygga bostäder på den förra fotbollsplanen.
Damfotbollslaget spelade i Sveriges högsta division 1978.

### Fotnoter
1. ↑  Jimmy Lindahl (6 mars 2004). ”Maratontabell för högsta damserien 1978-2003”. Bolletinen. http://www.bolletinen.se/sfs/pdf/stat_d_maraton_1978_2003_maratontab_f_hogsta_damserien.pdf. Läst 14 oktober 2013.